# Szent József római katolikus plébániatemplom (Nagykanizsa)
A Szent József-plébániatemplom (Alsóvárosi templom, közkeletű nevén: Alsótemplom) és a hozzá kapcsolódó ferences rendház Nagykanizsa jelenlegi központjához közel, a történelmi városmag szélén elhelyezkedő barokk stílusú műemlék templom.

## Története
Kanizsa első temploma az 1262-ben alapított, anitochiai Szent Margitról nevezett plébánia, melyet 1322-ben említ egy oklevél, majd 1333-ban a pápai tizedjegyzékben is szerepel. Ez a templom egészen az 1560-as évekig létezett, pusztulásának pontos ideje nem ismert. Az 1554-es egyházlátogatási jegyzőkönyv szerint Belső-Kanizsa palánkkal kerített részén kívül állt, akkor már nagyon rossz állapotban volt (bizonyára a török támadások miatt).
A plébánia mellett ismerünk még további egyházakat: 1374. augusztus 28-án XI. Gergely pápa a kanizsai Szűz Mária-templomnak (ecclesia eiusdem sancte Marié de Kanisa) a veszprémi egyházmegyében búcsúengedélyt ad. 1402-ben egy Szent Miklós tiszteletére emelt kápolna is van már Kanizsán, amelynek IX. Bonifác pápa 7 évi, illetve száznapi búcsút engedélyez.
A 15. század elején a mezővárossá fejlődött Kanizsa jelentős új egyházi intézménnyel gyarapodik, a ferences kolostorral. Építése 1418 körül kezdődhetett, elkészülte után, Kanizsai (III.) János mester 1423. december 26-án kapott V. Márton pápától az alapításra jóváhagyást. A kolostor egyházának a védőszentje a mennybevitetett Boldogságos Szűz (beaté Virginis gloriose) lett. A templom Mária titulusa alapján jogos a gyanú, hogy III. János mester a fent említett búcsújáró templom mellé épített rendházat és bízta annak gondozását a ferences szerzetesekre. 
A török idők alatt nincs pontos adat arról, hogy volt-e temploma Kanizsának, csak a jezsuiták jelenlétéről vannak szórványos említések. A vár visszavétele (1690) után egy fából épült török dzsámit szenteltek meg templom céljára, "Mária Mennybemenetele" titulussal, ezt 1702-ben a várral együtt lerombolták.
A mai templom története 1696-tól íródik, ekkor a ladiszlaita ferences atyák kolostor és templom építésére adománylevelet kaptak az akkori várparancsnoktól, Berge György Kristóftól (1647 - 1709), amely szerint „a Szent Szűznek, Isten Anyjának, Máriának jegyesét, Szent Józsefet, mind a kolostor, mind a templom védőszentjének választani és megtenni" kötelesek. Az építés szakaszosan és meglehetősen lassan haladt, 1702-ben a vár bontásakor jelentős mennyiségű építőanyagot kapott a templom és a rendház, de építése még az 1720-as évek elején is biztosan tartott, mert még ekkor is kértek és kaptak a vármegyétől támogatást hozzá. Az építkezés irányításában a legnagyobb érdemei az akkori ferences gvárdiánnak, Andrássy Miklósnak tulajdoníthatók, aki 1713-tól kb. 1726-ig volt a rendház főnöke. (Ő azonos Jókai Mór: A lőcsei fehér asszony című könyvében szereplő "dervisgenerálissal", az 1716-os egyházlátogatási jegyzőkönyv említi is, hogy "régebben belekeveredett világi dolgokba, de megígérte, hogy többet nem teszi.")
A Szent Józsefnek szentelt főoltáron kívül az 1747. évi vizitáláskor hat oltárt írtak össze, a templom ekkor már rendelkezett kórussal és orgonával (nagyságáról nem tettek említést), továbbá megvolt már a szószék és a sekrestye is. Az épületet ekkor „jó állagú"-nak írták. A belső berendezéshez és a templom felszereléséhez legnagyobb adományozóként gróf Batthyány Lajos, a város kegyura járult hozzá, ő készíttette a főoltárt és ő rendelte meg a szószéket is. A torony ekkor még épülőfélben volt, mellette egy fa harangláb állt, benne négy haranggal. A torony végül csak 1816-ra készült el teljesen. A kolostorépület is lassan készült, és az biztos, hogy egyes részei az 1757. évi földrengéskor megsérültek, ezért újra kellett építeni.

## Leírása
Egyhajós, egyenes szentélyzáródású, nyeregtetős templom, nem keletelt, a főoltár északi irányba néz. Volutás oromfallal lezárt északi homlokzatának keleti oldalához harangtorony, nyugati és déli homlokzatához a rendház zárt udvaros épületszárnyai csatlakoznak. A torony mögött, a hajó keleti oldalához bejárati előcsarnok és kápolnasor kapcsolódik, a szentély keleti oldalához előcsarnok és oratórium. Csehsüveg boltozatos hajó, kápolnasor és szentély, síkfödémes oratórium, a hajó bejárati oldalán karzat. A szentély mögött fiókos dongaboltozattal fedett sekrestye. A hajóban és szentélyben a 18. század első feléből származó figurális stukkódíszítés látható. Az épület egyszerű külső megjelenésű, belseje azonban későbarokk stílisban gazdagon díszített.
1892-ben a templom belsejét Götz Adolf budapesti templomfestő renoválta. Ekkor készített a mennyezetre a fiatal, akadémista Lohr Ferenc három képet temperával. Ugyancsak ekkori a sziklaoltár a lourdesi Szűzanyával, Vogl Adolf innsbrucki kőfaragó munkája. A templom külső helyreállítását Geiszl Viktor tervezte és vezette. 1913-ban az épület keleti oldalán új gyóntató kápolnát építettek.  
A ma is létező, stukkókeretes freskók Éber Sándor és Anna munkái 1926–27-ből. A keresztúti reliefeket 1927-ben Lajos Béla budapesti szobrász készítette. Az ólomkeretes, színes ablakok Palka József üvegfestő mester műhelyében készültek 1926-ban. Ugyanekkor került a főoltár keleti oldalán a gyóntatókápolna bejárata helyére nagy ovális üvegablak. Az 1926–27-es helyreállítás építési munkáit Fatér Mihály (1870– 1942) helyi építőmester végezte. 
A főoltár 1746-ban készült, az oltárkép 1747-ből való, a Batthyány család címere az oltárkép felett díszlik. A Szent családot ábrázoló festmény középpontjában Szent József ácsmester és a gyermek Jézus van. A művet a tehetséges ifjú Caspar Franz Sambach festette, aki később a bécsi Akadémia professzora lett. A képet több alkalommal átfestették. Utoljára 1959-ben Dienes László festőművész restaurálta művészi módon. Kétoldalt az oszloppárok mellett az államalapító Szent István király és az ifjú Szent Imre herceg szobrai állnak. 
A bal oldali első mellékoltár a Szent Kereszt oltár. A pillérek előtt Mária és János evangélista szobrai állnak. A második oltár Szent Erazmusz vértanú püspököt, a hajósok és a zsoldosok védőszentjét ábrázolja. Az oltárt Inkey Boldizsár első felesége, Nagy Júlia emeltette. A harmadik oltárnál a barokk időkben nagy tiszteletnek örvendő Páduai Szent Antalt láthatjuk a kisded Jézussal. A szűrszabó céh emeltette; jelvényük, a nyitott szárnyú olló az oltárkép fölött látható. A két oldalsó szobor Árpádházi Szent László királyt és a francia (IX.) Szent Lajos királyt mutatja.  A templom diadalíve alatt található a gondosan megmunkált Nepomuki Szent János szobor, aki a folyók, hidak, hajósok, vízimolnárok védőszentje volt. A szentélyben szokatlan módon még egy oltár foglal helyet, a spanyol származású Szent Didák oltára. A bal oldali szobor Alcantarai Szent Pétert mutatja a kereszttel, jobb oldalon Szent Paszkált láthatjuk a szentségtartóval.
A diadalív alatt lévő jobb oldali szobor Szent Flóriánt mutatja római ruhában, amint bal kezében zászlót tartva jobb kezében egy sajtárral vizet önt az égő házra. A szobor a hazai műemlékvédelem alá tartozik Nepomuki Szent János szobrával együtt.
A következő oltárt 1749-ben a ferences rend alapítójának, Assisi Szent Ferenc tiszteletére emelték. Az oltárasztalon Szent Ferenc gipszszobra, a bal oldali pillér előtt Remete Szent Antal, jobb oldali előtt Remete Szent Pál állnak. Utóbbi az egyetlen magyar alapítású szerzetesrend névadója.
A templom legdíszesebb szobrászi alkotása az 1754-ben gróf Batthyány Lajos megrendelésére készült barokk szószék. Az építmény a nyugati falra került, bejárata a kolostor felől van. A katedra homorú falán három aranyozott dombormű látható: az Ószövetségi jelenetben Ábrahámot láthatjuk, aki kész egyetlen fiát, Izsákot feláldozni az Úr parancsára. A középső relief Kanizsa várának 1690. évi visszafoglalását mutatja.  Az utolsó dombormű témája az Újszövetségből származik, a tékozló fiú hazatérését szemlélhetjük. A szószék párkányán a négy nagy római egyházatya és egyháztanító ülő szobrait találjuk fő jelképeikkel együtt. Sorrendben balról haladva Nagy Szent Gergely pápát láthatjuk, fején a tiarával, jobbjában a pápai hármas kereszttel. Szent Ambrus milánói püspököt pásztorbottal és méhkassal ábrázolták. Szent Ágostont, az Egyház egyik leghíresebb egyháztanítóját könyvvel és pásztorbottal ábrázolják, míg Szent Jeromost, a Szentírás tudósát bíborosi kalapban oroszlánnal és feszülettel. A szószék hátsó falán egy függönyt utánzó keretben Jézus látható, a mennyezeten ábrázolt galamb a leszálló Szentlelket jeleníti meg. A szószék tetején négy földrész szimbolikus alakja látható: Afrika, Amerika, Európa, Ázsia. A szószék elkészítéséig ezekre a földrészekre jutott el a ferences misszió, és hirdette az Evangéliumot. A szószék tetején álló szobor feltehetőleg Páduai Szent Antalt ábrázolja a kezében lévő kereszttel.
1763-ban Szomolányi Kristóf és neje emeltette Szent Annának, az édesanyák védőszentjének az oltárát. Az oltárképen Anna és a gyermek Mária foglalnak helyet. Az oltárt két életnagyságú szobor fogja közre: Szent Zita, a szolgálóleányok védőszentje, illetve a kezében harapófogót tartó Szent Apollónia, a fogfájósok pártfogója. Az oltárkép felett Mária és Erzsébet találkozását bemutató aranyozott plasztika látható.
A következő oltár helyén a ferences kolostorba vezető ajtót találunk, felette Johann Georg Heinsch (1647-1712) A keresztény ember halála című olajfestményét láthatjuk. A kép jobb felső részén a haldoklóhoz érkezik Szent József és Szent Borbála, a jó halál védőszentjei. A sziléziai mester a képet eredetileg gróf Berge György Kristóf kapitány számára festette 1695-ben.
A Mária szeplőtelen fogantatása oltára 1747-ben készült, a dogma kihirdetése előtt több mint száz évvel. Építtetőjének, Pallini Inkey Jánosnak hétágú koronás címere a párkányzat tetején látható. 
Említésre méltó még a kolostor ebédlőjéből származó a sötétbarnára pácolt faragott „kis szószék”, ami a II. vatikáni zsinat kihirdetése előtt prédikáció helyszíne volt, illetve a török kori kő szenteltvíztartó, mely az egykori Kanizsa várból származik. A 70 cm magas oszlopon álló kőedényt turbán alakú sírkőből faragták ki. Török nyelvű felirat van rajta: "Musztafa aga meghalt 1084. évben." (A török évszám 1673-nak felel meg.)
A templomnak 1747-ben már volt orgonája, 1778-ból egy 22 regiszteres orgona létezéséről van adat, valószínűleg ugyanezt említi az 1824. évi jegyzőkönyv is. A templom 1872-ben új (Angster-féle) orgonát kapott. Az 1923-ban kibővített orgona helyére 1928-ban másik került. Ezt a Mauracher testvérek linzi műhelyéből származó, 30 regiszteres orgonát 1987 és 1989 között építették át modern szerkezetté neobarokk hangképpel.

## Harangok
1747-ben a torony még épülőfélben volt („turrium in conventuali Ecclesiae actualiter aedificari"), az épület mellett egy fa harangláb állt, benne négy harang: az egykorú leírás szerint egy öt és egy három mázsás, egy „fele, mint a második" és egy kb. 60 kg-os (ez utóbbi kizárásos alapon az egyébként csak 40 kg-os lélekharang lehetett.)  
A harangok későbbi említései és felirataik szerint egy három mázsás harang 1731-ben, egy 150 kg-os 1729-ben, a 40 kg-os lélekharang 1739-ben készült. Az első nagyharangról nincs pontosabb adat, nem tudjuk, mi lett a sorsa, helyette 1767-ben készült egy új, 600 kg-os nagyharang. 1778-ban már hat harang volt, az 1816-os leírásban is ennyit említenek.  
A 600 kg-os nagyharangot 1767-ben öntötte Martinus Feltl grazi mester, aki 1755 és 1782 között dolgozott. A harangot körben vallásos tárgyú reliefek díszítették. A hagyomány szerint II. József ajándékozta a plébániának. Felirata szerint: „Mich gegossen Martinus Feltl in Graz A 1767. Zu Gottes Ehr."
Grazi munka volt az egyik 150 kg-os harang is. Franz Anton Weyer  készítette 1729-ben: „Franz Anton Weier in Graz goss mich 1729.”
A 300 kg-os (fertályos) harangot 1731-ben már Weyer mester özvegye vezetésével öntötték. Felirata: „Ich bin gegossen in Graz bei Therezia Weyerin Wittib. 1731.”
A 40 kg-os lélekharangot Matheus Köstenbauer öntötte, szintén Grazban, 1739-ben, felirata: „Matheus Köstenbauer in Graz goss mich 1739.” Ez a harang valamikor a 19. században megrepedt, utána nem volt használatban.
Rómer Flóris 1861-ben öt harang adatait jegyezte fel: a nagyharangét, az 1731-ben készült három mázsásét és valószínűleg az 1729-es másfél mázsásét, de ezt tévedésből 1770-es évszámmal (ekkor a felirat szerinti öntőmester már régen halott volt.) A jegyzőkönyv szerint két újabb harang is volt ekkor a toronyban, mindkettő varasdi mester munkája: az egyiket Anton Fiel öntötte 1828-ban, a másikat Anton Papst 1852-ben. 
A torony hat harangjából 1916 szeptemberében hármat rekviráltak hadi célokra; ekkor még csupán a templomok harangjainak (súly szerinti) kétharmadát olvasztották be: a nagyharangot, az 1729-ben készült másfél mázsásat, és a repedt lélekharangot. A következő évben elvittek még kettőt, a 3 mázsás fertályost és a másik másfél mázsásat is, így csak egyetlen harang maradt a toronyban, egy 54 kilogrammos.
A meghagyott egyetlen harang mellé a hívek 1926-ban Szlezák Lászlóval önttettek négy új harangot. Ezeket egyben el is nevezték: Szent József harang (10 mázsa), Assisi Szent Ferenc harang (5 mázsa), Szent László harang (3 mázsa), Szent Erzsébet harang (130 kilogramm). 1944-ben újra hadi célú rekvirálás történt, a Szent József és a Szent Erzsébet harang maradt meg, a többit elvitték, a mai napig is csak ez a két harang lakik a toronyban. 
A nagyharangon a következők olvashatók:
„ISTEN DICSŐSÉGÉRE
SZENT JÓZSEF TISZTELETÉRE
ÖNTETTE A NAGYKANIZSAI RÓM. KATH. EGYHÁZ 1926. ÉVBEN.
ÖNTÖTTE SZLEZÁK LÁSZLÓ HARANGÖNTŐ BUDAPESTEN.”
A másik harang feliratozása hasonló, de Szent József neve helyén Szent Erzsébeté található.